# 368 f.Kr.

## Händelser

### Efter plats

#### Grekland
- Trots att makedoniernas intervention i Thessalien föregående år har varit framgångsrik behandlar Alexander av Ferai sina undersåtar lika grymt som tidigare, när makedonierna väl har lämnat området. Därför söker thessalierna hjälp från Thebe, varvid Pelopidas skickas till deras hjälp. Han blir dock förrädiskt infångad och fängslad. Som svar på detta blir Epaminondas återinsatt som befälhavare över de thebiska trupperna och leder dem in i Thessalien, där han utmanövrerar thessalierna och ser till att Pelopidas blir frigiven utan strid.
- På anstiftan av sin svåger, Ptolemaios av Aloros, blir Alexander II av Makedonien mördad under en festival. Även om Alexanders bror Perdikkas III blir näste kung är denne minderårig och Ptolemaios utnämns till förmyndarregent.

#### Kina
- Zhou Xian Wang blir kung av den kinesiska Zhoudynastin.

### Efter ämne

#### Filosofi
- Platons Staten färdigställs. Det fastställer reglerna för det ideala, rättfärdiga samhället och föreslår, att kungar borde vara filosofer (eller åtminstone ha undervisats av filosofer).

## Avlidna
- Alexander II, kung av Makedonien (mördad)